# Geluidssnelheidsmeter
Een geluidssnelheidsmeter meet de snelheid van geluid in het water. Het is een apparaat dat aan een kabel het water in gelaten wordt. De gemeten waarden zijn digitaal en worden doorgegeven aan een computer. 
Om een juist geluidssnelheidsprofiel c (m/s) te bepalen is een aantal gegevens nodig, onder andere het zoutgehalte S (in ‰), de diepte D (in m) en de temperatuur t (in °C) van het zeewater.
Er zijn verschillende empirische formules, zoals die van Medwin, Wilson en Horton, om de geluidssnelheid te berekenen. 
Voor directe meting van de geluidssnelheid kan men de zogenoemde 'sing around velocity'-meter gebruiken. Hierbij wordt door een transducer een hoogfrequente puls uitgezonden, ongeveer tienmaal de snelheid van geluid in meters per seconden. De puls wordt vervolgens na het afleggen van een bekende afstand (d)gereflecteerd en vervolgens weer opgevangen door de transducer.
Hieruit blijkt dat de looptijd van de puls overeenkomt met periode van de uitgezonden pulsen, waardoor de frequentie van de pulsen zeer nauwkeurig gemeten kan worden. Door deze nu te meten kan uit de bekende afstand en de gemeten frequentie (f) de geluidssnelheid (c) berekend worden met c=2*d*f.